# 4471 Graculus
4471 Graculus è un asteroide della fascia principale. Scoperto nel 1978, presenta un'orbita caratterizzata da un semiasse maggiore pari a 2,8603894 UA e da un'eccentricità di 0,1597565, inclinata di 13,86674° rispetto all'eclittica.